# LRRC41
LRRC41‏ (Leucine rich repeat containing 41) هوَ بروتين يُشَفر بواسطة جين LRRC41 في الإنسان.